# Estación de Coulommiers
La estación de Coulommiers es una estación ferroviaria francesa situada en la comuna homónima, en el departamento de Seine-et-Marne, al este de París. 
Por ella transitan únicamente los trenes de la línea P del Transilien, nombre comercial empleado por la SNCF para denominar su red de trenes de cercanías en la región parisina. 
Aunque no sea el terminal real de este ramal de la línea ya que la línea sigue hasta La Ferté-Gaucher, técnicamente se considera como tal ya que a partir de aquí el servicio se realiza con autocares. 

## Historia
Fue inaugurada el 2 de abril de 1863 por los Ferrocarriles del Este dentro la línea que acabaría uniendo Gretz-Armainvilliers con Sézanne. Dicha compañía mantuvo la explotación de la línea hasta 1938, momento en el cual se creó la SNCF.

## Descripción
La estación tiene un diseño clásico formado por un edificio central de dos plantas y dos anexos laterales. 
Dispone dos andenes y de dos vías que se completan con más vías de garaje.  
Tiene presencia comercial toda la semana, y máquinas expendedoras de billetes. Además está adaptada a las personas con discapacidad.